# Yossi Ghinsberg
Yosseph Ghinsberg, dit « Yossi » (hébreu : יוסי גינסברג) est un aventurier, auteur, entrepreneur, humanitaire et conférencier motivateur israélien, désormais basé à Byron Bay, en Australie. Ghinsberg est surtout connu pour avoir survécu pendant trois semaines dans une partie inexplorée de la jungle amazonienne bolivienne, lorsqu'il s'y est retrouvé coincé en 1981,. Son histoire a été mise en scène dans le thriller psychologique Jungle où il est incarné par Daniel Radcliffe. Elle a également été racontée dans la série documentaire I Shouldn't Be Alive sur Discovery Channel.